# 中央號誌站

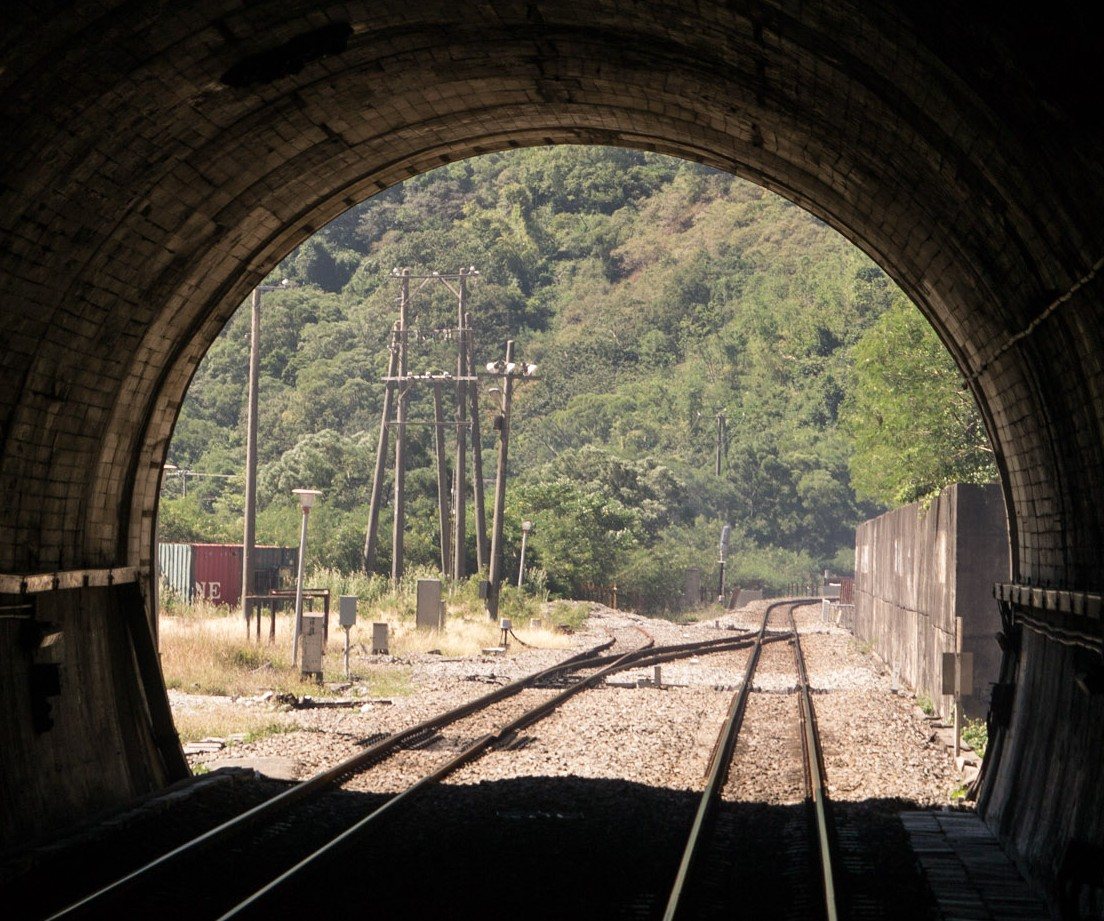
從中央隧道西口望向中央號誌站（2014年）

中央號誌站位於屏東縣獅子鄉，位於枋野車站至古莊號誌站間，為臺灣鐵路公司南迴線的鐵路號誌站。站址位於中央隧道西口外，為南迴線唯一雙線區間的西側端點。

## 車站構造
- 無站體設施，僅有一混凝土建築，作為繼電室與電源室使用。
- 無月台，站內僅有一組16號雙動轉轍器。
- 東正線北側設有安全側線，可避免順行列車因車輛韌機失效而對撞。

## 利用狀況
- 無人號誌站，就地控制設備設於枋野站。
- 僅供列車交會用，無站員派駐、亦無為交會及工程以外目的之列車停靠。

## 歷史
- 1992年10月5日：設站。

### 書籍
- . 臺灣省政府交通處南迴鐵路工程處. 1992.

## 外部連結
- 中央號誌站 （页面存档备份，存于）